# Округ Аутагами (Висконсин)
Аутагами (енгл. Outagamie County) је округ у америчкој савезној држави Висконсин.

## Демографија
По попису из 2010. године број становника је 176.695, што је 15.724 (9,8%) становника више него 2000. године.
| Група             | 2000.           | 2010.           |
| Белци             | 149.644 (93,0%) | 158.366 (89,6%) |
| Афроамериканци    | 867 (0,5%)      | 1.736 (1,0%)    |
| Азијати           | 3.595 (2,2%)    | 5.229 (3,0%)    |
| Хиспаноамериканци | 3.207 (2,0%)    | 6.359 (3,6%)    |
| Укупно            | 160.971         | 176.695         |